# Ragu

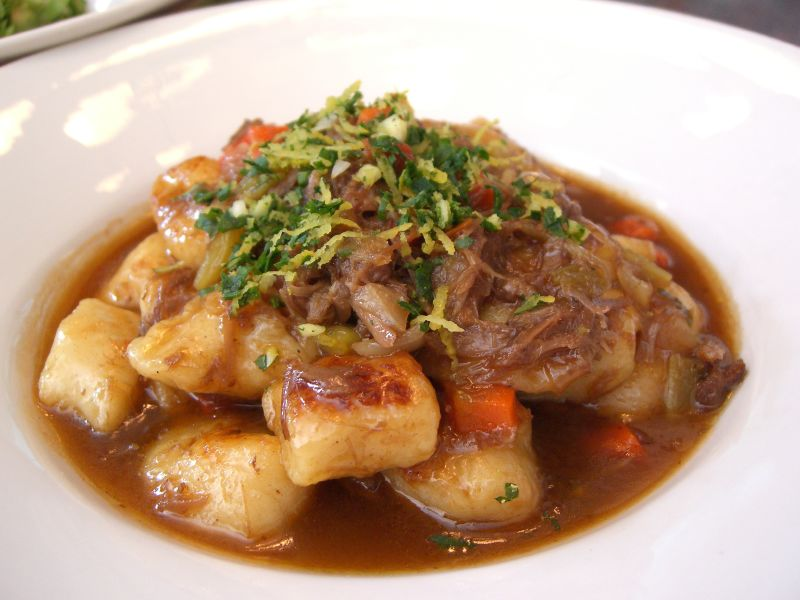
Marharagu és gnocchi

A ragu (franciául ragoût, angolul ragout, németül ragout, olaszul stufato) olyan húsétel, amelynek az állaga leginkább a magyar pörköltökhöz, tokányokhoz hasonlít, de a húst nem csíkokra (tokányra), hanem apró kockákra (ragura) vágva darabolják, és fűszerpaprikát nem tesznek bele. A ragut ellentétben a pörkölttel, nem pirítják vissza többször a zsírjára, másként fogalmazva a ragu, apróra vagdalt hús (vagy gomba) sűrű, fűszeres lében.
A raguk közös jellemzője, hogy az egyforma kockákra vágott alapanyagok sűrű szaftos étellé főnek össze.
A raguhoz a hús vágási felületének simának kell lennie, mert minimalizálni kell azt a felületet, melyen kiszöknek az értékes húsnedvek. A hagyományos tokányravágás (a vékony csík és „aprópecsenye”) nem alkalmas a jó minőség eléréséhez, a húst legalább 2-3 centiméteres kockákra vágjuk, de még jobb, ha ennél is nagyobbakra. Egy ragu annál finomabb, minél hosszabb idő alatt főnek össze az ételhez felhasznált alapanyagok. A ragu konyhatechnikai eljárása alapvetően a párolás, ami jóízű, puha, „zaftos" ételt eredményez. A kevés zsiradékban történő elősütés által keletkezett, jóízű pörzsanyag és a kevés folyadékban, fedő alatt történő főzéssel készült ragu, finom és puha lesz. Megszámlálhatatlan ragu létezik, csak a felhasználható alapanyagok száma és minősége szab határt sokféleségének.

## Története
„Ragu ist das! Kellner én hozzám így szólván, megrágom, feleltem, sógor, jó fogam van… Vagdalt étel volt ez s vala fokhagymával, Nem kellett ehhez kés, ettem azt kalánnyal.” Gvadányi József: Egy falusi nótárius budai utazása (1790)

## Ragu variációk

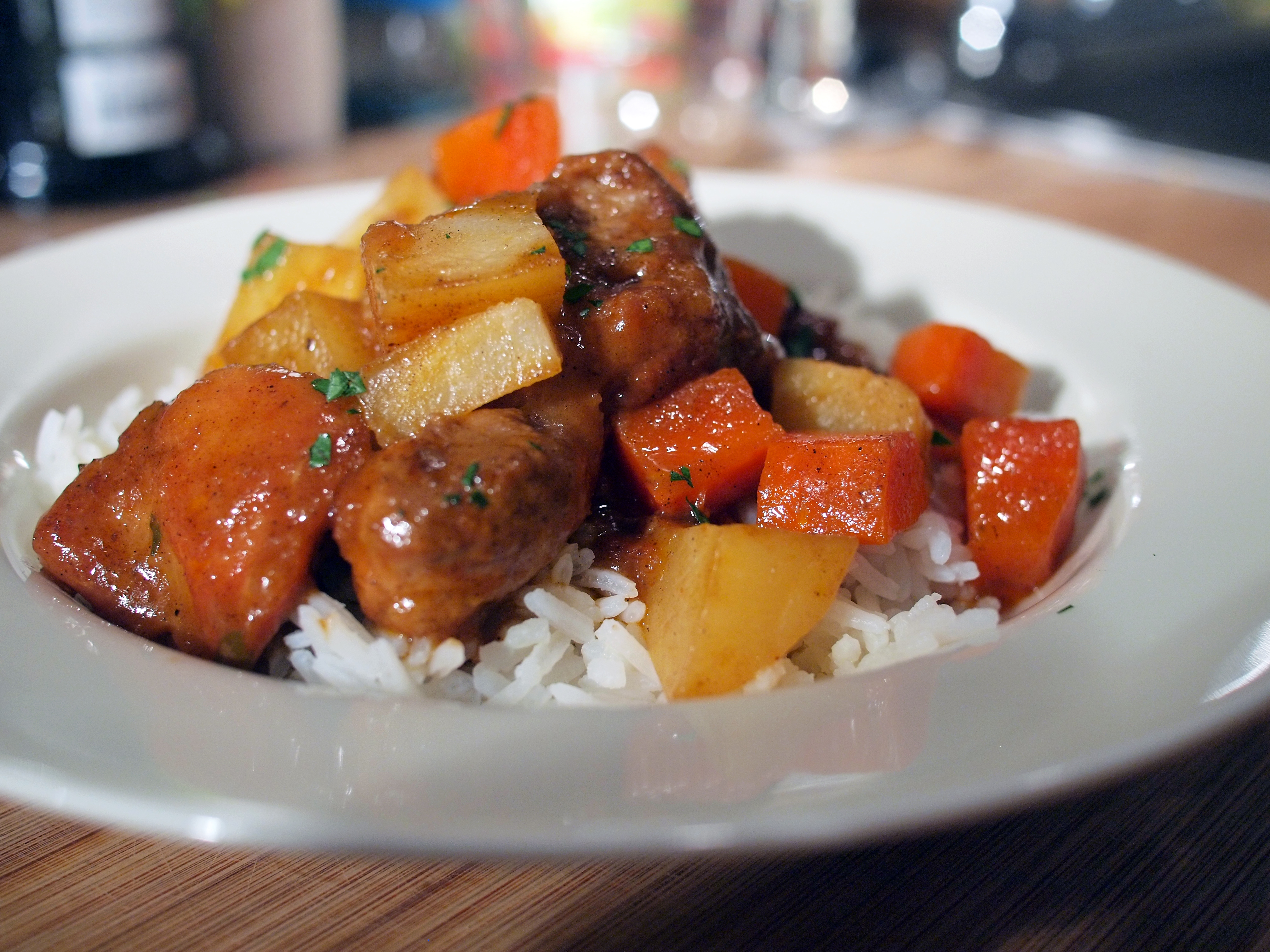
Sertésragu sárgarépával, burgonyával és rizzsel

- franciás (tejszínnel vagy tejjel, szegfűszeggel készítik)
- olaszos (bazsalikom, oregánó, rozmaring, sok fokhagyma a jellemző fűszerek)
- magyaros (Piros Arany, paradicsom, paprika, bors)
- Dombóvári – csirkehús zöldborsóval, kapormártással
- Magyaróvári – sonka, gomba
- Bakonyi – gomba, sajt
- Budapest – csirkemáj, zöldborsó
- pikáns (mustár, méz)
- egészséges (sok zöldség, olívaolaj, hal-, vagy szárnyashús)
- idény szerint (paradicsom, paprika, cukkini, zsenge tök, patiszon, vagyis az idényzöldségek bővebb felhasználása)
- laktató (mindent bele, majd a vele főtt krumplival sűríthetjük)

A pörkölt, paprikás, tokány és ragu ételféleségek elnevezései néha egymás szinonimájaként fordulnak elő, s az ételt jellemző alapanyag vonzza a nevet és a név az étel alapanyagát és ízesítését.